# Gonzalo Molina
Gonzalo Alfonso Molina Paredes (Ica, 7 de febrero de 1978) es un actor, comunicador, cantante, startalent y pedagogo teatral peruano. Es más conocido por sus varios roles en telenovelas de la productora peruana: Del Barrio Producciones. Asimismo, también por haberse formado como actor de teatro en la Pontificia Universidad Católica del Perú, y en múltiples talleres de teatro, se le reconoce su amplio recorrido en el teatro peruano. 

## Biografía

### Carrera actoral
Estudia artes escénicas en la PUCP (Pontificia Universidad Católica del Perú), y también estudia junto con: Roberto Ángeles, Alberto Isola, Chela de Ferrari, Gustavo López, David Carrillo, Giovanni Ciccia y Juan Carlos Fisher. 

#### Teatro
Ha participado en más de treinta producciones peruanas, trabajando en diferentes obras de teatro, tales como: Historias de fantasmas (2015), Newmarket (2015), Lima Laberinto XXI, Ricardo III, Corazón normal, Crónica de una muerte anunciada y La tercera edad de la juventud.

#### Cine
En cine, ha actuado en películas peruanas como: Atacada (2015) de Aldo Miyashiro, NN (2014) de Héctor Gálvez, La gran sangre (2007) de Jorge Carmona, Una sombra al frente (2007) de Augusto Tamayo. Asimismo, también participa junto a la reconocida actriz Pollyanna McIntosh en la película La cosa (2009) de Álvaro Velarde. 

#### Televisión
En telenovelas y series de televisión, participa en varias producciones de la productora Del Barrio Producciones de Michelle Alexander tales como: Mis tres Marías (2016), Luz de luna (2021), La otra orilla (2020), entre otros más. 

## Vida personal
El actor tuvo tres hijos. Uno de ellos, su hijo mayor  Fausto Molina, se desempeña también como actor.

## Filmografía

### Televisión

#### Series y telenovelas
- Misterio (2004) como "Chacal".
- Viento y arena (2005)
- Lobos de mar (2006)
- Amores como el nuestro (2006) como Héctor Flores.
- Magnolia Merino, la historia de un mounstruo (2008—2009) como Alfonso.
- La reina de las carretillas (2012—2013) como Enrique "Kike" Filomeno.
- Fantom works (2013—presente) como "Dino" (Voz y doblaje latino).
- Grau, caballero de los mares (2014)
- Pulseras rojas (2015)
- Amor de madre (2015) como Raúl Suárez Córdova.
- Spotless (2015) como Laurie (Voz y doblaje latino).
- Maxxis fim superenduro (2015) como Voces adicionales (Voz y doblaje latino).
- Mis tres Marías (2016) como Vicente "Macho Alfa" La Torre Villa  (Rol antagónico principal).
- Centro médico (2016)
- Cooked (2016) como Voces adicionales (Voz y doblaje latino).
- Shadowhunters: The mortal instruments como Voces adicionales (Voz y doblaje latino).
- Marvel's Luke Cage como Voces adicionales (Voz y doblaje latino).
- Easy (2016—2017) como Voces adicionales (Voz y doblaje latino).
- Solo una madre (2017) como Brayan / Giancarlo Marzano Lorenzetti (Rol principal).
- Colorina (2017—2018) como Homero Mendoza Laguna.
- Mi esperanza (2018) como Mauricio "Chicho" Pariona Campos.
- La otra mirada (2018)
- Sres. papis (2019) como Tomás Ovalle.
- En la piel de Alicia (2019) como Iván Moreyra De La Torre (Rol antagónico principal).
- Los guapos del barrio (Piloto) (2019)
- Toy boy (2019)
- Desaparecidos (2020)
- La otra orilla (2020) como Pablo Quiñones (Rol protagónico).
- Luz de luna (2021–2023) como Dr. Carlos Manrique Cervantes / "El Premier" (Rol antagónico principal) (También coach actoral de Naima Luna).
- Eres mi sangre (2025) como Leonardo Rivera (Rol antagónico principal).

#### Programas
- Contacto (2018) como invitado.
- La carcocha (2020) como invitado.
- En boca de todos (2022) como invitado.
- Triunfo mágico (2022) como invitado.
- Jimmy Show TV (2022) como invitado.

### Cine
- El colchón (Cortometraje) (1998)
- Los herederos (Cortometraje) (2005)
- La gran sangre, la película (2007)
- Una sombra al frente (2007) como Oswaldo Aet.
- Vidas paralelas (2008) como Abogado defensor.
- La cosa (2009)
- Fama (2009) como Niño con carta #1 (Voz; Doblaje Latino).
- Nostalgia (Cortometraje) (2010) como Hijo.
- Como quien no quiere la cosa (2013) como Señor Rumoretti.
- NN: Sin identidad (2014)
- La última función (Cortometraje) (2015) como "El payaso" / Jorge.
- Atacada: La teoría del dolor (2015)
- Maligno (2016) como Dr. Francisco Castro
- La voz en lucha (Documental) (2016) como Manuel Gerena.
- EE.GG. (Elecciones Generales) (Cortometraje) (2016) como Javier "Javi".
- Cuánto cuesta una sonrisa (Cortometraje) (2017) como Andrés.
- Wañuy (Cortometraje) (2017) como Pablo.
- Flor wanka (Cortometraje) (2017) como Santiago.
- El monopolio de la estupidez (Cortometraje) (2017) como Ejecutivo de la Ventanilla 12.
- Cuéntale a alguien de mi (Cortometraje) (2017)
- Turno de noche (Cortometraje) (2017) como José.
- Utopía, la película (2018) como Sebastián Ferrari (Basado en Roberto Ferreyros).
- Django 2: Sangre de mi sangre (2018) como Viera.
- Caiga quién caiga (2018) como Saúl.
- Distancias (Cortometraje) (2020)
- El grito (Cortometraje) (2020) como Claudio.
- Rojo y azul (Cortometraje) (2020)
- La Foquita: El 10 de la calle (2020) como Duarte.
- Cuellos almidonados (Cortometraje) (2021) como Padre.
- La cosa (2021)
- La Pampa (2022)
- Reinas (2024)
- Cuadrilátero (2025)

## Teatro
- Un misterio, una pasión (2004) como "Chacal".
- Lima Laberinto XXI
- Ricardo III
- Corazón normal
- Crónica de una muerte anunciada
- La tercera edad de la juventud
- Newmarket (2015)
- Historias de fantasmas (2015)
- Los justos (2016)
- La misma Vaina (2018)
- La mujer (2018) como él mismo (Director)
- Ubu Rey (2018)
- La sorpresa (2020)
- Luz de luna: El musical (2021) como Dr. Carlos Manrique Cervantes.
- Luz de luna: El amor es todo (2021) como Dr. Carlos Manrique Cervantes.
- Luz de luna 2: El concierto (2022) como Dr. Carlos Manrique Cervantes.
- Monstruo de Armendáriz (2022)
- Luz de luna: La aventura (2022) como Dr. Carlos Manrique Cervantes (También director general).[1]
- Luz de Luna: La aventura (Reposición) (2022) como él mismo (Director general).

## Discografía

### Agrupaciones musicales
- Atajo

### Temas musicales
- «Personajes paceños» (1998)
- «Calles baldías Vol. I y II» (1999)
- «Nunca más» (2004)
- «Sobre y encima» (2005)
- «Vivitos y coleando Vol. I, II y III» (2007)
- «Tierra de locos» (2011)
- «Inal mama» (2011) (Soundtrack)
- «Acusti k´asi» (2015)
- «Acusti warmy» (2015)
- «Quita penas» (2016)
- «Chak´atau 20 años Vol. I y II» (2017)
- «Quédate conmigo» (2020)
- «La cumbia del web on» (2020)

## Premios y nominaciones
| Año  | Premio                             | Categoría                        | Trabajo           | Resultado | Ref.  |
| ---- | ---------------------------------- | -------------------------------- | ----------------- | --------- | ----- |
| 2015 | Concurso Nacional de Cortometrajes | Mejor Actor                      | La última función | Ganador   | [ 2 ] |
| 2016 | International Online Web Fest      | Mejor Actor                      | La última función | Nominado  |       |
| 2016 | Premios Luces de El Comercio       | Mejor Actor de Reparto de Teatro | Los justos        | Nominado  | [ 3 ] |
| 2018 | Premios Luces de El Comercio       | Mejor Actor de Teatro            | Ubu Rey           | Nominado  | [ 4 ] |
| 2020 | Premios Luces de El Comercio       | Mejor Actor de TV                | La otra orilla    | Nominado  | [ 5 ] |